# Maizuru
Maizuru (舞鶴市; Maizuru-shi) é uma cidade japonesa localizada na província de Quioto.
Em 2003 a cidade tinha uma população estimada em 93 888 habitantes e uma densidade populacional de 274,44 h/km². Tem uma área total de 342,11 km².
Recebeu o estatuto de cidade a 27 de Maio de 1943.